# Abonnement
Et abonnement er en aftale om en løbende levering af et produkt eller service for en given periode, ofte flere måneder. Betalingen sker i nogle tilfælde forud, men kan også ske bagud.
Oprindeligt var det aviserne, der introducerede abonnementer, men i dag sælges bøger, telefoni, kabel-tv, internet, fitness samt diverse serviceydelser også på abonnement. Kunden i et abonnement kaldes abonnent, og kunden siges at abonnere. Det Kongelige Teaters og (især) Tivolis kvindelige abonnenter kaldes (som regel i spøg) abonniner.
Hvor en aktivitet er organiseret på foreningsbasis, kaldes betalingen typisk kontingent eller medlemsbidrag og vil som regel være en forudsætning for deltagelse i foreningens virke.